# 伊佩罗
伊佩罗是巴西圣保罗州的一个市镇。总面积170.94平方公里，总人口24156人，人口密度141.3人/平方公里。